# Bu Xue Liang
Bu Xue Liang (卜學亮) est un acteur et chanteur taïwanais né le 11 septembre 1963.

## Séries TV
- Ti Amo Chocolate (SETTV, 2012)
- Skip-Beat! (FTV, 2011)
- Hayate the Combat Butler (FTV, 2011)
- Lian Lian Alishan (CTI, 2011)
- Love You (TTV, 2011)
- Love Buffet (FTV, 2010)
- That Love Comes (Tudou.com, 2010)
- Endless Love (CTS, 2010)
- Black and White (PTS, 2009)
- K.O.3an Guo (FTV / GTV, 2009)
- Police et vous (TTV, 2008)
- Hot Shot (CTV / GTV, 2008)
- Rolling Love (CTV / GTV, 2008)
- Ying Ye 3 Jia 1 (TTV / SETTV, 2007)
- Romantic Princess (CTV / GTV, 2007)
- Engagement for Love (TTV / SETTV, 2006)
- My Son is a Mob Boss (onTV, 2006)
- Taipei Family Season 4 (SETTV, 2006)
- Green Forest, My Home (TTV / SETTV, 2005)
- Beautiful Clinic (Ettoday, 2004)
- Meteor Garden II (CTS, 2002)
- Meteor Garden (CTS, 2001)

## Films
- Love (愛到底 - 第六號瀏海) (2009)